# Armilla
Armilla är en stad och kommun i provinsen Granada i den autonoma regionen Andalusien i södra Spanien. Staden utgör en sydvästlig förort till Granada. Kommunen har 25 405 invånare (2024), på en yta av 4,31 km².